# سان مارتینو دی ونتزه
سان مارتینو دی ونتزه (به ایتالیایی: San Martino di Venezze) یک کومونه در ایتالیا است که در استان روویگو واقع شده‌است. سان مارتینو دی ونتزه ۳۱٫۱ کیلومتر مربع مساحت و ۴٬۰۳۲ نفر جمعیت دارد و ۶ متر بالاتر از سطح دریا واقع شده‌است.